# ما (فیلم ۲۰۱۹)
ما (انگلیسی: Us) یک فیلم آمریکایی در ژانر ترسناک به نویسندگی و کارگردانی جوردن پیل و محصول سال ۲۰۱۹ است. لوپیتا نیونگو، وینستون دوک، الیزابت ماس، یحیی عبدالمتین دوم، و آنا دیوپ ستارگان فیلم هستند.
پروژه ساخت فیلم از فوریه ۲۰۱۸ آغاز شد. پیل، بعد از موفقیت گسترده نخستین فیلم بلند خود، یعنی برو بیرون، توانست بودجه ساخت فیلم را بدست آورد. ما به مدت سه ماه از ژوئیه تا اکتبر ۲۰۱۸ به‌طور کامل در کالیفرنیا جلوی دوربین رفت.
ما نخستین بار در تاریخ ۸ مارس ۲۰۱۹ و در فستیوال جنوب از جنوب غربی به روی پرده رفت. فیلم اکران گسترده خود را از تاریخ ۲۲ مارس ۲۰۱۹ آغاز کرد. فیلم با استقبال گسترده منتقدان همراه بود و در زمینه فیلم‌نامه، کارگردانی، موسیقی و عملکرد تیم بازیگران مورد ستایش قرار گرفت. ما ۲۵۴ میلیون دلار در سراسر جهان فروش کرد در حالی که بودجه ساختش ۲۰ میلیون دلار بوده‌است.

## خلاصه داستان
در تابستان سال ۱۹۸۶ ، دختر جوانی به نام آدلاید به همراه پدر و مادرش به سانتا کروز در تعطیلات می رود . در تالار ساحل سانتا کروز ، او سرگردان و وارد یک شهربازی می شود ، جایی که در سالن آینه ها با یک همزاد از خودش روبرو می شود . و با ترس فرار می‌کند.
سال ها بعد او بزرگ شده و همراه همسرش و فرزندانش دوباره به آنجا نقل مکان می‌کنند و آنجا با اتفاقاتی ترسناک روبرو میشوند...